# Wupo (köpinghuvudort i Kina, Hainan Sheng, lat 19,18, long 110,07)
Wupo är en köpinghuvudort i Kina. Den ligger i provinsen Hainan, i den södra delen av landet, omkring 100 kilometer söder om provinshuvudstaden Haikou. Antalet invånare är 16 967. Befolkningen består av 8 078 kvinnor och 8 889 män. Barn under 15 år utgör 24,0 %, vuxna 15-64 år 66 %, och äldre över 65 år 9,0 %.
Runt Wupo är det tätbefolkat, med 276 invånare per kvadratkilometer. Närmaste större samhälle är Nanlü, 7,4 km norr om Wupo. I omgivningarna runt Wupo växer i huvudsak städsegrön lövskog.
Genomsnittlig årsnederbörd är 2 294 millimeter. Den regnigaste månaden är september, med i genomsnitt 368 mm nederbörd, och den torraste är januari, med 20 mm nederbörd.